# Matthias Klumpp
Matthias Klumpp (* 8. August 1968 in Reutlingen) ist ein ehemaliger deutscher Triathlet. Er ist Europameister auf der Triathlon-Langdistanz (1995).

## Werdegang
Klumpp spezialisierte sich früh auf die Triathlon-Langdistanz und er gewann 1995 als erster Deutscher den Europameistertitel. Nach ihm konnte 2014 Markus Fachbach den Titel wieder für einen deutschen Athleten erringen.
Matthias Klumpp gewann drei Mal den Ostseeman und startete für die TSG Reutlingen. Klump nahm zehn Mal am Ironman Hawaii teil und seine beste Platzierung ist der zehnte Rang 1996. 2007 konnte er auf der Langdistanz zum dritten Mal den Ostseeman für sich entscheiden.
Heute arbeitet er im Marketing bei einem Lebensmittelhersteller auf der Schwäbischen Alb.

## Sportliche Erfolge
| Datum/Jahr    | Rang | Wettbewerb                                         | Austragungsort | Zeit     | Bemerkung                                                                                     |
| ------------- | ---- | -------------------------------------------------- | -------------- | -------- | --------------------------------------------------------------------------------------------- |
| Mai 2014      | 4    | Heidesee-Triathlon                                 | Forst          | 01:29:14 | [ 1 ]                                                                                         |
| 2. Aug. 2008  | 2    | Ostseeman                                          | Glücksburg     | 08:41:16 |                                                                                               |
| 5. Aug. 2007  | 1    | Ostseeman                                          | Glücksburg     | 08:32:07 |                                                                                               |
| 2. Juli 2006  | 6    | Ironman Switzerland                                | Zürich         | 08:42:13 |                                                                                               |
| 7. Aug. 2005  | 1    | Ostseeman                                          | Glücksburg     | 08:37:10 |                                                                                               |
| 8. Aug. 2004  | 1    | Ostseeman                                          | Glücksburg     | 08:43:19 |                                                                                               |
| 26. Aug. 2001 | 3    | Ironman Canada                                     | Penticton      | 08:38:25 |                                                                                               |
| 23. Okt. 1999 | 13   | Ironman Hawaii                                     | Hawaii         | 08:43:06 |                                                                                               |
| 8. Juni 1997  | 15   | ITU Long Distance Triathlon World Championships    | Nizza          | 05:54:23 | 1997 wurde die ITU-Weltmeisterschaft im Zuge des Triathlon International de Nice ausgetragen. |
| 26. Okt. 1996 | 10   | Ironman Hawaii                                     | Hawaii         | 08:36:08 |                                                                                               |
| 7. Sep. 1996  | 13   | ITU Long Distance Triathlon World Championships    | Muncie         | 03:54:29 | Triathlon-Weltmeisterschaft auf der Langdistanz                                               |
| 7. Aug. 1995  | 1    | ETU Long Distance Triathlon European Championships | Jümme          | 08:06:05 | Europameister auf der Triathlon-Langdistanz; 2:41 h für den Marathon                          |
| 9. Juli 1995  | 6    | Ironman Europe                                     | Roth           | 08:38:08 |                                                                                               |
| Okt. 1994     | 13   | Ironman Hawaii                                     | Hawaii         | 08:49:20 |                                                                                               |
| 8. Aug. 1994  | 3    | DTU Deutsche Triathlon-Meisterschaft Langdistanz   | Jümme          |          | Deutsche Meisterschaft auf der Langdistanz; beim Jümme-Triathlon                              |
| Okt. 1993     | 28   | Ironman Hawaii                                     | Hawaii         | 08:50:05 |                                                                                               |

| Datum/Jahr   | Rang | Wettbewerb                                     | Austragungsort | Zeit     | Bemerkung                                                    |
| ------------ | ---- | ---------------------------------------------- | -------------- | -------- | ------------------------------------------------------------ |
| 7. Juni 1998 | 14   | ITU Duathlon Long Distance World Championships | Zofingen       | 06:48:13 | Weltmeisterschaft auf der Langdistanz beim Powerman Zofingen |